# Tommot
Tommot (en ruso: Томмот) es una ciudad de Rusia, perteneciente a la República de Sajá y se encuentra a 390 kilómetros al sur de Yakutsk, a orillas del río Aldán (afluente del Lena). Forma parte del raión de Aldán, del cual dista 87 kilómetros. Su población en el año 2006 era de 8829 habitantes.

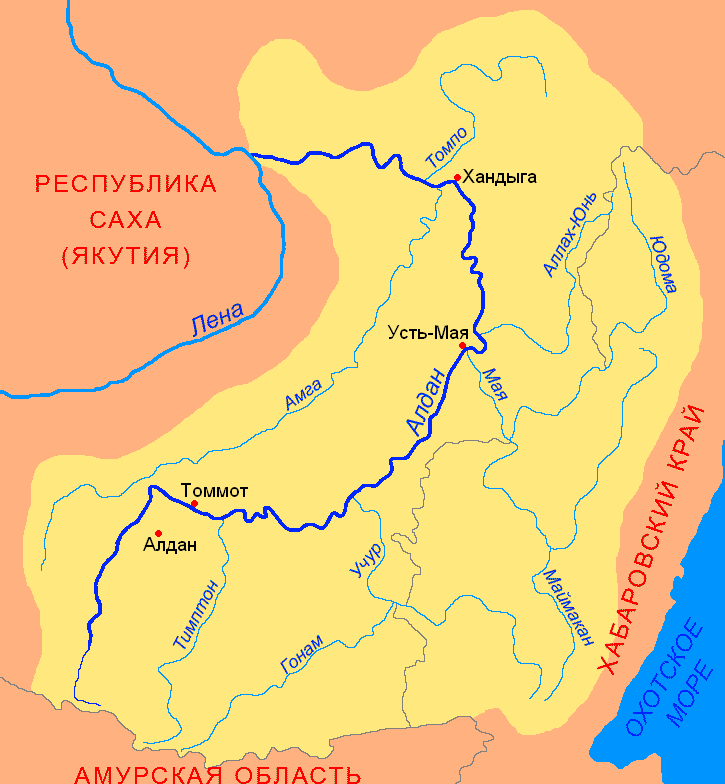
Mapa en ruso del río Aldán (Алдан) en el está, sobre la orilla izquierda de su curso bajo, Tommot

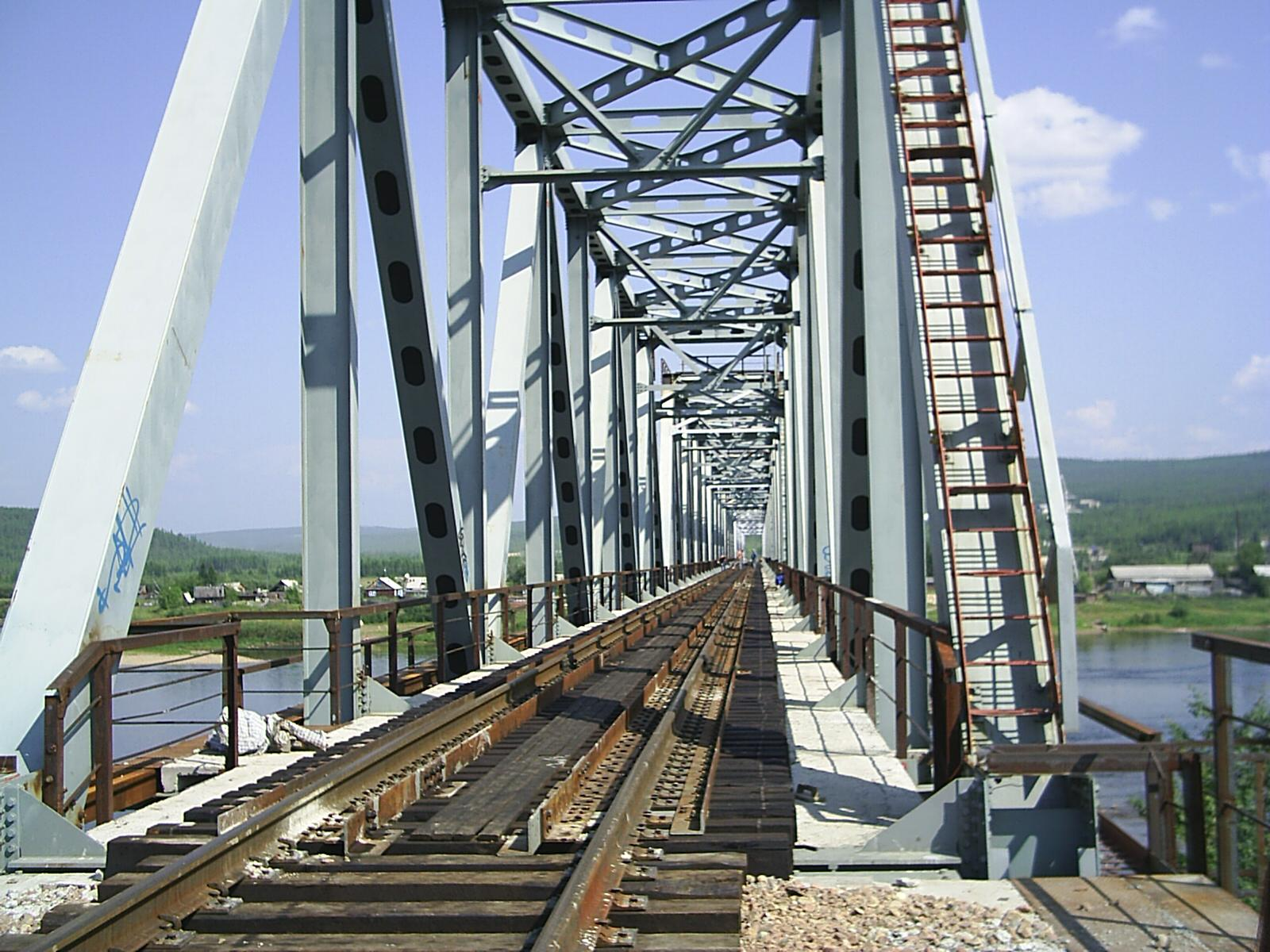
Puente del transiberiano sobre el río Aldán

Tommot es la terminal provisional de la línea de ferrocarril Amur-Yakutsk-Magistrale, que en un futuro debe llevar el Transiberiano hasta Yakutsk.
La ciudad se fundó en el año 1923 y en obtuvo el reconocimiento o categoría de ciudad en el año 1925.
- Datos: Q196669
- Multimedia: Tommot / Q196669